# Severnyj (Bělgorodská oblast)
Severnyj (rusky Северный) je sídlo městského typu v Bělgorodské oblasti v Rusku. Žije zde 24 070 lidí (2021).

## Geografie
Obec se nachází 0,5 km severně od oblastního centra Bělgorodu na obou stranách federální dálnice M2 Moskva - Simferopol. Nejbližší železniční stanice je Běloměstnoje na trati Moskva - Sevastopol asi 5 km východně od obce. 
Severnyj je předměstím Bělgorodu, ve který se zejména od roku 2010 spojil v jeden celek.

## Dějiny
Obec vznikla v roce 1947 postavením několika prvních obytných a hospodářských budov při rozvoji místního sovchozu.. V osadě, původně pojmenované Ostrovok, od roku 1952 probíhala výstavba jednotlivých obytných domů (nyní ulice Školnaja a Okťabrskaja). V roce 1956 byl v osadě otevřen velký závod na výkrm a zpracování skotu na maso a mléko. Obec díky tomu byla přejmenována na Zagotskotootkorm (zkratka z ruského zagotskot jako živočišná výroba a otkorm jako výkrm). V roce 1958 byla postavena základní škola.
Od roku 1968 nese obec svůj současný název z ruského označení pro severní polohu od Bělgorodu. Od počátku 80. let se ve větším měřítku stavěly v obci panelové sídliště a osada získala status sídla městského typu.

## Kultura
V obci je poliklinika, dvě školy, tři mateřské školky a kulturní dům.